# Andrea Amoretti
Andrea Sebastiano Amoretti (San Pancrazio Parmense, 19 gennaio 1758 – 6 marzo 1807) è stato un incisore e tipografo del Ducato di Parma e Piacenza. Fu allievo punzonista di Giambattista Bodoni, coautore dell'omonimo carattere, e dal 1791 al 1807 fu la guida della tipografia e fonderia dei Fratelli Amoretti di San Pancrazio Parmense.

## La giovinezza
Primogenito di Pancrazio Amoretti e Rosa Spaggiari, imparò dal padre e dagli zii l'arte fabbrile nella nativa San Pancrazio.
Quando nel 1774 lo zio Giacomo Amoretti aiutò il tipografo della corte di Parma Giambattista Bodoni ad incidere i punzoni e a battere e rettificare le matrici per i caratteri dell'Epithalamia exoticis linguis reddita del De Rossi (edita nel 1775), Andrea, allora chiamato solo Sebastiano, era continuamente impegnato coi suoi due fratelli Pietro e Giovanni a trasportare dalla città al paese e viceversa il materiale tipografico.
Si dedicò agli studi religiosi e, consacrato sacerdote nel dicembre del 1783, prese il nome di don Andrea.

## La collaborazione con Bodoni
Essendo fabbro e meccanico di talento, fu assunto dal Bodoni per incidere i punzoni della Reale Tipografia.
Nel 1783 Giandomenico Bodoni scrisse ai fratelli Giuseppe e Giambattista: «Quanto piacere ho provato a vedervi ed ammirare le faticose opere vostre. Se non mi fosse noto, crederei che lavoraste per arte magica: io non so comprendere come possiate fare ed aver fatto tante cose; bisogna che quel Giovine (don Andrea), od altro Ferraro, che io conobbi quando fui in Parma, che vi facea le forme da gettare (Giacomo Amoretti), vi aiuti forte nello sgrossare i punzoni».
Mentre nel 1788 il Bodoni viaggiava tra Roma e Napoli, don Andrea lavorava con Giacomo nella getteria, come testimoniano le lettere che Giuseppe Bodoni inviava al fratello Giambattista. Egli incise autonomamente molti dei caratteri Bodoniani, tra cui il carattere "Parma", il corpo più piccolo mai utilizzato da Bodoni e presente all'inizio dei Manuali Tiporafici del Sommo Tipografo del 1788 e del 1818.
Nel presunto testamento di Giuseppe Bodoni, scritto a Saluzzo il 3 settembre 1815, si legge addirittura: "[...] li si risponderà che Bodoni non ha intagliato verun carattere. Chi ha preparato tutti i pezzi d'acciajo per fare i punzoni è stato Pancrazio e Giacomo Amoretti; D. Andrea Amoretti gli ha intagliati [...]".

## L'officina dei Fratelli Amoretti
Nel 1791 si consumò il dissidio tra Bodoni e gli Amoretti e don Andrea intraprese coi fratelli e gli zii l'attività in proprio, fondando l'officina dei cosiddetti Fratelli Amoretti, diventando diretto concorrente di Bodoni e diffondendo la voce di aver inciso in prima persona i caratteri Bodoniani.
Nel tempo libero che il ministero di sacerdote a San Pancrazio gli concedeva, don Andrea si dedicò all'arte di punzonista e tipografo e perfezionò insieme allo zio Giacomo e al fratello Pietro strumenti meccanici e torchi tipografici. Si accontentò di restare sacerdote semplice per dedicarsi all'arte tipografica, solo nel 1802 ricevette un canonicato mediante una bolla di Papa Pio VII.
Tra i capolavori della tipografia spuntano le Orazioni Funebri e Discorso sul Segreto Politico del Turchi (1796), il Feria Sexta in parasceve de processione ad ponendum Christum in sepulcro (1797) e i Sonetti su l'Armonia di Angelo Mazza, del 1801.
Il conte Claudio Linati gli fu amico ed incise un suo ritratto con la seguente dicitura: Andreas Amorettus /sacerdos Parmensis / aeris et ferris artificiis clarus / praesertim autem / characterum cusor eximius / Discite, gnavus homo pulchras ut provehat artes / daedala si menti sit sociata manus. Claudius Linati amicus delineavit et sculpsit Parmae 1807
(trad: Andrea Amoretti /sacerdote Parmense / famoso tra gli artigiani del ferro e del rame / ma soprattutto / eccellente coniatore di caratteri / Imparate, come un uomo operoso esalti le belle arti / se all'ingegno della mente sia associata la mano. L'amico Claudio Linati disegnò e incise a Parma 1807)

## La scomparsa
Don Andrea morì il 6 marzo 1807 a soli quarantanove anni. L'Arciprete di San Pancrazio Lorenzo Biondi ottenne dal Vescovo Carlo Francesco Maria Caselli il permesso di tumularlo in chiesa a lato dell'altare maggiore.

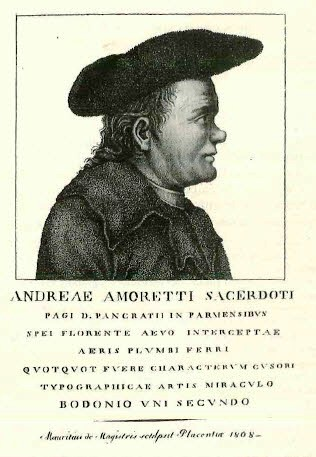
Ritratto di Don Andrea Amoretti - Maurizio de Magistris, 1808

La sua lapide funeraria recita: Heic / in pace XP dormit / Andreas Amorettus / presbyter pientissimus et ingeniosus / qui / archierei aedis huius adiutor / doctus adsiduus gratuito / pulcherrima laborum relaxatione / instrumentis excogitandis perficiundis / formisq. typographicis affabre cudendis / famam singularem adeptus / omnibus amabilis / vixit annos XLIX mens I dies XV / decessit prid. non mart. anno CIICCCVII / Pancratius pater / Iohannes Petrus Victorinus frs. / familiae officinaeque suae columen / desiderantes lugentes / condiderunt
(trad.: Qui / nella pace di Cristo dorme / Andrea Amoretti / sacerdote molto pio ed ingegnoso / il quale / aiutante dell'arciprete di questo tempio / dotto assiduo senza beneficio / durante il meraviglioso riposo dal lavoro / ideando e perfezionando strumenti / e forgiando forme tipografiche con arte / ottenuta fama singolare / amabile con tutti / visse 49 anni 1 mese 15 giorni / morì il giorno precedente le none di marzo nell'anno 1807 / il padre Pancrazio / i fratelli Giovanni Pietro Vittorino / la colonna della sua famiglia e dell'officina / desiderosi piangenti / seppellirono).
Nel 1808 fu realizzato a Piacenza un altro ritratto, postumo, ricalcante quello del conte Linati, con la seguente iscrizione: Andreae Amoretti sacerdoti / pagi D. Pancratii in Parmensibus / spei florente aevo interceptae / aeris plumbi ferri / quotquot fuere characterum cusori / typographicae artis miraculo / Bodonio uni secundo / Mauritius de Magistris sculpsit Placentiae 1808
(trad: Ad Andrea Amoretti sacerdote / del villaggio di San Pancrazio nel Parmense / preso nell'età fiorente di aspettative / di rame piombo e ferro / incisore di tutti i caratteri che vi furono / miracolo dell'arte tipografica / secondo al solo Bodoni / Maurizio de Magistris scolpì a Piacenza 1808).